# Veľké Bierovce
Veľké Bierovce és un poble i municipi d'Eslovàquia que es troba a la regió de Trenčín.

## Història
La primera menció escrita de la vila es remunta al 1332.

## Demografia
| Godina             | 1994 | 2004   | 2014    | 2024   |
| ------------------ | ---- | ------ | ------- | ------ |
| Nombre de persones | 605  | 604    | 678     | 701    |
| Diferència         |      | −0,16% | +12,25% | +3,39% |

| Godina             | 2023 | 2024   |
| ------------------ | ---- | ------ |
| Nombre de persones | 697  | 701    |
| Diferència         |      | +0,57% |